# Anna Maria Conti
Anna Maria Conti, född 1639 i Rom, var en italiensk målarhustru. Hon var en av svarandena i den berömda Spanaprocessen.
Anna Maria Conti, som beskrivs som en skönhet, föddes som dotter till den förmögna köpmannen Emerick Conti (1611-1657). Familjen var inte adlig men tillhörde Roms överklass. Hon gifte sig med den franska målaren Simon Imbert. Äktenskapet var olyckligt, då Imbert, som misslyckats med sin målarkarriär, misshandlade Conti. När hennes make avled 1658 betraktades hans död som misstänkt av grannarna, som misstänkte att han hade förgiftats av sin fru. 
I april 1659 angavs Conti av Maria Spinola. Enligt vad som uppgavs hade Conti av sin tjänare Benedetta Merlini presenterats för giftförsäljaren Laura Crispoldi, som hade sålt det gift med vilket Conti hade mördat sin make. Anna Maria Conti underkastades då förhör av guvernörslöjtnanten Stefano Bracchi. Till skillnad från de tidigare åtalade blev hon varken arresterad och fängslad i Tor di Nona. Av hänsyn till hennes samhällsklass förhördes hon istället informellt i sitt eget hem. I utbyte mot immunitet från åtal av påven gick hon med på att svara på frågor. Efter att hon erhållit sin immunitet, erkände hon att hon hade mördat sin make genom gift som hon hade köpt av Laura Crispoldi genom Benedetta Merlini. Hon uppgav att hon hade gjort det därför att hennes make i sin tur hade förgiftat hennes far. Hon signerade sin bekännelse och lovade att tillsvidare iaktta husarrest mot böter på 1000 scudi. 
Efter att hon hade avlagt bekännelse lämnades Anna Maria Conti utanför vidare inblandning i utredningen. Däremot greps hennes tjänare Benedetta Merlini, som fängslades i Tor di Nona och medverkade i identifikationen och vittnesmålet mot Laura Crispoldi, som greps strax därpå. Benedetta Merlini blev piskad och förvisad 6 mars 1660. Anna Maria Conti själv gifte om sig med frukthandlaren Giovanni Angelo Tomassini. 